# ホンダ・アコードクーペ
アコード クーペ（Accord coupe）は、本田技研工業が生産・販売していたクーペ型の乗用車である。

## 初代 CA6型（1988-1990年）
1988年4月8日
販売を開始。アメリカ合衆国オハイオ州のメアリーズビル工場が製造を担当し、左ハンドルの状態で製造・輸入・販売された。A20A3型エンジンを搭載。ホンダBOSEサウンドシステム（AM/FMチューナー+カセットデッキ+BOSE4スピーカー+専用アンプ）等を標準装備。本皮シートはオプション。
1988年4月
米国製のアコードクーペ540台が千葉県習志野港に陸揚げされ、日本メーカーが現地生産した米国仕様車の輸入第1号となった。
1990年3月
生産終了。在庫対応分のみの販売となる。
1990年4月
2代目と入れ替わる形で販売終了。

## 2代目 CB6/7型（1990-1994年）
1990年3月22日
フルモデルチェンジを発表され（発売開始は4月から）。この代から、グレードは「2.0Siエクスクルーシブ」と「2.0Si」の2種になる。
エンジンは日本向けに税制を考慮したF20A型に変更。また、右ハンドルモデルの輸入も始まった。ただしシートベルトとスピードメーターは国産セダンと同じものになった。
1991年4月
一部変更。運転席SRSエアバッグを標準装備化する。
1991年8月
「2.0Siエクスクルーシブ・ブラックリミテッド」を限定発売。　
1992年2月
北米仕様と同じF22A型エンジン搭載の「2.2iエクスクルーシブ」を追加。当グレードのみマイナーチェンジ後のデザインであったが、他グレードは引き続きマイナーチェンジ前のデザインが販売された。
1994年2月
生産終了。在庫対応分のみの販売となる。
1994年3月
3代目と入れ替わって販売終了。

## 3代目 CD7/8型（1994-1997年）
1994年2月23日
フルモデルチェンジ(発売は3月から)。グレードは「2.2Vi」と「SiR」の2種類で、エンジンは「2.2Vi」がF22B型を、「SiR」がH22A型を搭載する。ハンドル位置は「SiR」の右に対し、「2.2Vi」は左右のいずれかが選択可能であった。
標準装備はSRSエアバッグシステム、ABSで、「SiR」は充電機能付キーレスエントリーなどを装備した。
1996年12月
生産終了。在庫対応分のみの販売となる。
1997年8月
バブル崩壊に伴うスペシャルティカー市場の低迷により、日本への輸入を打ち切った。

## 4代目 CG2/3/4型（1997-2002年）
このモデル以降は日本には正規輸入されていないが、アメリカ大陸の他に欧州への販売がある。

## 5代目 CM7/8型（2002-2007年）
日本には正規輸入されていない。

## 6代目 CS1/2型（2007年-2012年）
2007年8月21日に発売が開始された。エンジンは直列4気筒2.4LとV型6気筒3.5Lが搭載され、V型6気筒エンジンには6気筒のうち2気筒もしくは3気筒を休止する「可変シリンダーシステム（VCM）」もある。
- 日本には正規輸入されていない。

## 7代目（2012年-2018年3月）CT1,CT2
2012年1月に行われる北米国際自動車ショーに「アコードクーペコンセプト」を出展することを発表した。
北米においては2012年から2018年まで販売され、アコードのセダンモデルが10代目へと切り替わった際にモデルが廃止となった。